# Lars Ulrich

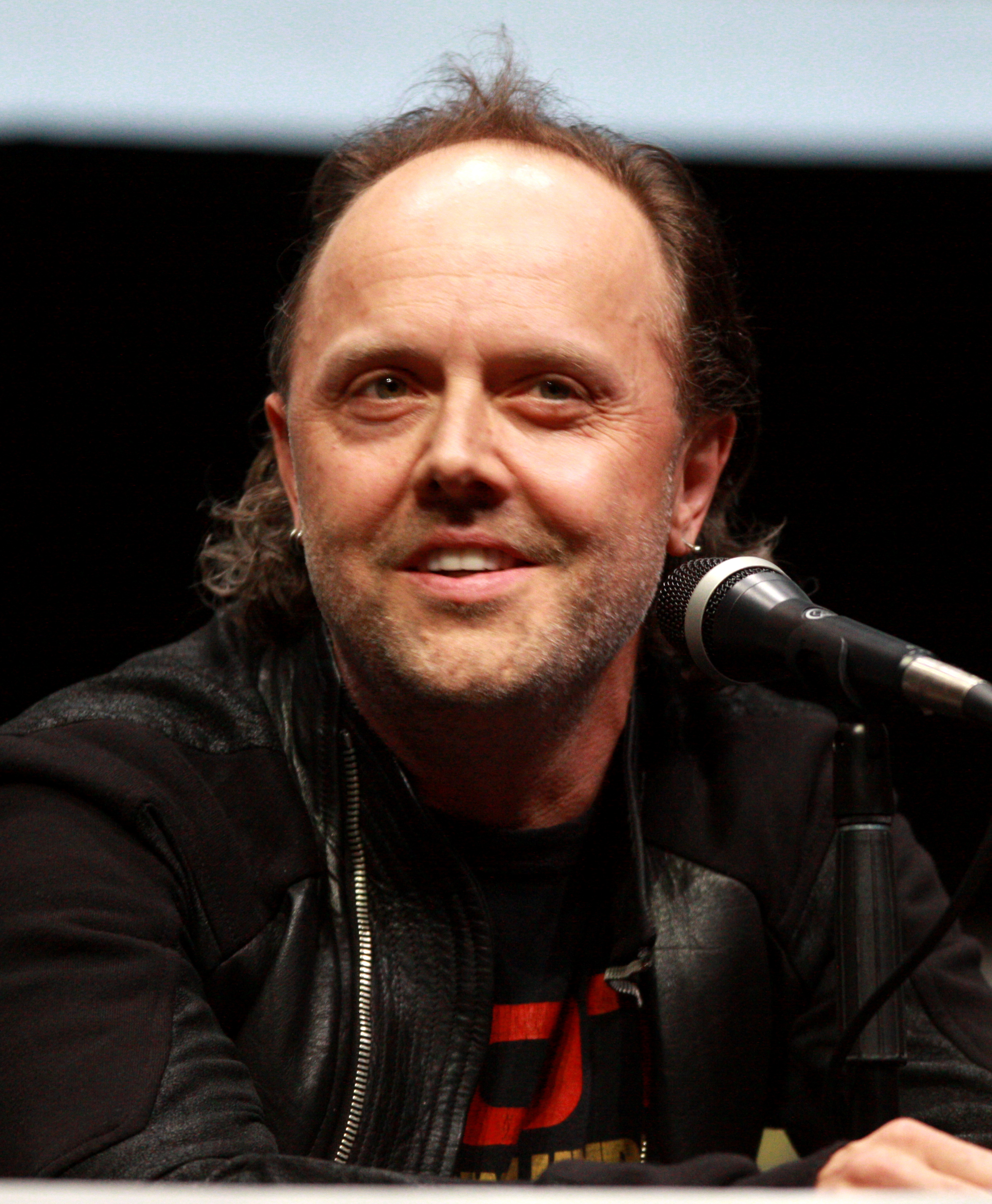
Lars Ulrich (2013)

Lars Ulrich, född 26 december 1963 i Gentofte, Danmark, är en dansk trummis i thrash metal-bandet Metallica. Ulrich grundade Metallica 1981, tillsammans med sångaren i bandet James Hetfield.
Lars Ulrich är son till den på sin tid välkände tennisspelaren Torben Ulrich. Det var från början tänkt att även sonen skulle satsa på en tenniskarriär, men istället blev det en karriär som trummis. Ulrich började spela trummor när han var 13, och han fick sitt första trumset av sin farmor. Lars Ulrich flyttade till USA när han var 16 år. 
Han har varit gift tre gånger, först med brittiskan Debbie Jones (från 1988 till 1990) och andra gången med amerikanska Skylar Satenstein (från 1997 till 2004). Han var mellan 2004 och 2012 tillsammans med den danska skådespelerskan Connie Nielsen. Ulrich är för närvarande gift med klädmodemodellen Jessica Miller.

## Diskografi (urval)
Studioalbum med Metallica
- Kill 'Em All (1983)
- Ride the Lightning (1984)
- Master of Puppets (1986)
- ... And Justice for All (1988)
- Metallica (1991)
- Load (1996)
- Reload (1997)
- St. Anger (2003)
- Death Magnetic (2008)
- Hardwired...to Self-Destruct (2016)
- 72 Seasons (2023)

Studioalbum med Mercyful Fate
- In the Shadows (på spåret "Return of the Vampire ... 1993") (1993)

## Filmografi
- 2004 – Some Kind of Monster (dokumentär)
- 2010 – Get Him to the Greek
- 2012 – Hemingway & Gellhorn
- 2012 – Mission to Lars (dokumentär)
- 2013 – Metallica: Through the Never
- 2016 – Radio Dreams